# Burmis Tree
Le Burmis Tree (l'arbre de Burmis) est un pin flexible situé dans le sud-ouest de la province canadienne de l'Alberta le long de la Crowsnest Highway et à l'est de la municipalité de Crowsnest Pass.

## Présentation
Son nom vient du nom d'une ancienne ville de mineurs se trouvant à proximité. L'arbre est mort à la fin des années 1970 après avoir perdu ses aiguilles. Son âge était estimé entre 600 et 750 ans. En 1998, l'arbre mort fut renversé par le vent, cependant les habitants de la région le remirent droit à l'aide de tiges et de crochets.  
Il symbolisait l'endurance pour les migrants avant de devoir franchir le col de Crownest dans les Rocheuses et voie de passage vers la Colombie-Britannique.

### Sources
- (en) Cet article est partiellement ou en totalité issu de l’article de Wikipédia en anglais intitulé « Burmis Tree » (voir la liste des auteurs).